# 具刚毛荸荠
具刚毛荸荠（学名：Eleocharis valleculosa f. setosa）为莎草科荸荠属刚毛荸荠下的一个变型。分布在日本、朝鲜以及中国大陆的全国各地等地，生长于海拔150米至880米的地区，多生长于浅水中。

## 扩展阅读
- 維基物種上的相關：具刚毛荸荠